# 盧森堡鎮區 (明尼蘇達州斯特恩斯縣)
盧森堡鎮區（英語：Luxemburg Township）是位於美國明尼蘇達州斯特恩斯縣的一個行政鎮區。

## 歷史
盧森堡鎮區於1866年設立，得名自位於盧森堡。

## 地方資料
盧森堡鎮區的面積為92.74平方千米，當中陸地面積為92.15平方千米，而水域面積為0.59平方千米。根據2020年美國人口普查的數據，當地共有人口631人，而人口密度為每平方千米6.8人。